# Euxestonotus acuticornis
Euxestonotus acuticornis är en stekelart som beskrevs av Peter Neerup Buhl 1995. Euxestonotus acuticornis ingår i släktet Euxestonotus och familjen gallmyggesteklar. Inga underarter finns listade i Catalogue of Life.